# Szilágyi Péter (labdarúgó)
Szilágyi Péter (Debrecen, 1988. január 26. –) magyar labdarúgó.

## Pályafutása

### Klubcsapatban
A Debreceni VSC saját nevelésű játékosa. 2006-ban kölcsönben szerepelt a Létavértes SC '97 korosztályos csapatában. 2007 tavaszán került az első csapathoz Miroslav Beránek vezetőedző javaslatára. 2007. május 12-én hazai pályán a DVSC színeiben mutatkozott be az élvonalban a REAC ellen, ahol csapata 4–1-es győzelmet aratott és az első debreceni gólt ő szerezte. 2007 és 2012 között a Debreceni VSC labdarúgója volt. Többnyire az együttes fiókcsapatában a másodosztályú DVSC–DEAC-ban szerepelt. Hat idényen át 24 élvonalbeli mérkőzésen szerepelt és négy gólt szerzett. Minden szezonban pályára lépett az első csapatban és így négyszer szerzett bajnoki címet az együttessel. Két időszakban Vasasnál, egyszer a Lombard Pápánál szerepelt kölcsönben. A 2012–13-as idényben a Vasashoz szerződött a másodosztályba. A következő idényt továbbra is a másodosztályban, de a Nyíregyháza csapatánál töltötte. 2014-ben a szintén NB II-es Békéscsaba 1912 Előre csapatához igazolt.

### A válogatottban
2007. április 25-én Vágsellyén a szlovák U-19-es válogatott ellen egyszer szerepelt az U19-es válogatottban. A találkozó 3–0-s szlovák győzelemmel ért véget. 2009 júniusában két alkalommal szerepelt az U21-es válogatottban.

## Sikerei, díjai
Debreceni VSC
- Magyar bajnokság
  - bajnok: 2006–07, 2008–09, 2009–10, 2011–12
  - 2.: 2007–08
- Magyar kupa
  - győztes: 2008
- Magyar szuperkupa
  - győztes: 2007

## Statisztika
| Szezon  | Csapat        | Nemzet | Bajnokság | Mérk. | Gól. |
| ------- | ------------- | ------ | --------- | ----- | ---- |
| 2006–07 | Debreceni VSC | magyar | NB I      | 3     | 1    |
| 2007–08 | Debreceni VSC | magyar | NB I      | 1     | 0    |
| 2008–09 | DVSC–DEAC     | magyar | NB II     | 20    | 16   |
| 2008–09 | Debreceni VSC | magyar | NB I      | 6     | 2    |
| 2009–10 | DVSC–DEAC     | magyar | NB II     | 3     | 1    |
| 2009–10 | Debreceni VSC | magyar | NB I      | 1     | 0    |